# Latisternum burgeoni
Latisternum burgeoni là một loài bọ cánh cứng trong họ Cerambycidae.